# Clásica San Sebastián 1996
De 16de editie van de wielerwedstrijd Clásica San Sebastián werd gehouden op zaterdag 10 augustus 1996 in en rondom de Baskische stad San Sebastian, Spanje. De editie van 1996 ging over een afstand van 234 kilometer en was de zevende wedstrijd in de strijd om de Wereldbeker wielrennen. Titelverdediger in deze Noord-Spaanse wielerklassieker was de Amerikaan Lance Armstrong. Aan de start stonden 193 renners, van wie er 180 de finish bereikten.

## Uitslag
| Clásica San Sebastián 1996 (234 kilometer) |                      |                       |          |
| Plaats                                     | Naam                 | Ploeg                 | Tijd     |
| Winnaar                                    | Udo Bölts            | Team Deutsche Telekom | 5u45'55" |
| 2                                          | Stefano Cattai       | Roslotto-ZG Mobili    | z.t.     |
| 3                                          | Massimo Podenzana    | Carrera               | z.t.     |
| 4                                          | Richard Virenque     | Lotus-Festina         | z.t.     |
| 5                                          | Marco Fincato        | Roslotto-ZG Mobili    | z.t.     |
| 6                                          | Alberto Elli         | MG-Technogym          | z.t.     |
| 7                                          | Fabio Baldato        | MG-Technogym          | + 1' 50" |
| 8                                          | Andrea Ferrigato     | Roslotto-ZG Mobili    | z.t.     |
| 9                                          | Francesco Casagrande | Saeco                 | z.t.     |
| 10                                         | Laurent Jalabert     | ONCE                  | z.t.     |
|                                            |                      |                       |          |
| 17                                         | Johan Museeuw        | Mapei-GB              | + 3' 18" |
| 28                                         | Bart Voskamp         | TVM-Farm Frites       | + 3' 28" |

1981 · 1982 · 1983 · 1984 · 1985 · 1986 · 1987 · 1988 · 1989 · 1990 · 1991 · 1992 · 1993 · 1994 · 1995 · 1996 · 1997 · 1998 · 1999 · 2000 · 2001 · 2002 · 2003 · 2004 · 2005 · 2006 · 2007 · 2008 · 2009 · 2010 · 2011 · 2012 · 2013 · 2014 · 2015 · 2016 · 2017 · 2018 · 2019 · 2020 · 2021 · 2022 · 2023 · 2024